# Chimène chante Piaf
Albums de Chimène Badi
Chimène
(2019)
Chimène chante Piaf est le huitième album studio de Chimène Badi, sorti le 20 janvier 2023. 
C'est un album constitué exclusivement de reprises de chansons interprétées par Édith Piaf.

## Liste des titres
| No  | Titre                                                         | Paroles                             | Musique                      | Durée |
| --- | ------------------------------------------------------------- | ----------------------------------- | ---------------------------- | ----- |
| 1.  | Non, je ne regrette rien                                      | Michel Vaucaire                     | Charles Dumont               |       |
| 2.  | Padam, padam...                                               | Henri Contet                        | Norbert Glanzberg            |       |
| 3.  | Hymne à l'amour                                               | Édith Piaf                          | Marguerite Monnot            |       |
| 4.  | Mon Dieu                                                      | Michel Vaucaire                     | Charles Dumont               |       |
| 5.  | Milord                                                        | Georges Moustaki                    | Marguerite Monnot            |       |
| 6.  | La Vie en rose                                                | Édith Piaf                          | Louiguy                      |       |
| 7.  | L'Homme à la moto (Black Denim Trousers and Motorcycle Boots) | Jean Dréjac (adaptation)            | Jerry Leiber et Mike Stoller |       |
| 8.  | À quoi ça sert l'amour (duo avec Dany Brillant)               | Michel Emer                         | Michel Emer                  |       |
| 9.  | Mon manège à moi                                              | Jean Constantin                     | Norbert Glanzberg            |       |
| 10. | Les Amants d'un jour                                          | Claude Delécluse et Michelle Senlis | Marguerite Monnot            |       |
| 11. | L'Accordéoniste                                               | Michel Emer                         | Michel Emer                  |       |
| 12. | La Foule (Que Nadie Sepa Mi Suffrir)                          | Michel Rivgauche (adaptation)       | Ángel Cabral                 |       |

## Clips vidéos
- Non, je ne regrette rien, le 16 septembre 2022